# Gymnolaena
Gymnolaena é um género botânico pertencente à família Asteraceae.